# 北原朱夏
北原 朱夏（きたはら しゅか、2004年6月10日 - ）は、滋賀県出身の女子サッカー選手。セレッソ大阪ヤンマーレディース|所属。ポジションはミッドフィールダー。セレッソ大阪堺レディース（現セレッソ大阪ヤンマーレディース）8期生。 

## 来歴
入団セレクションに合格し、中学1年よりセレッソ大阪堺アカデミー(現在のセレッソ大阪ヤンマーガールズU-15)に入団。
セレッソ大阪堺ガールズ(現在のセレッソ大阪ヤンマーガールズ)でプレー。
2021年、JFA 全日本U-18女子サッカー選手権大会では得点王で優勝に貢献。
セレッソ大阪堺ガールズからセレッソ大阪ヤンマーレディースに昇格した。

## タイトル
- セレッソ大阪堺レディース/セレッソ大阪ヤンマーレディース
  - なでしこリーグカップ2部：1回（2019）

- セレッソ大阪堺ガールズ
  - 関西女子サッカーリーグ1部：1回（2017）
  - JFA 全日本U-18女子サッカー選手権大会：1回（2021）
  - 日本クラブユース女子サッカー大会 (U-18)：1回（2022）

- セレッソ大阪堺アカデミー
  - U-15なでしこアカデミーカップ：1回（2018）

### 個人
- - JFA 全日本U-18女子サッカー選手権大会得点王： 1回（2021）

## 個人成績
| 国内大会個人成績 | 国内大会個人成績 | 国内大会個人成績 | 国内大会個人成績 | 国内大会個人成績 | 国内大会個人成績 | 国内大会個人成績 | 国内大会個人成績 | 国内大会個人成績 | 国内大会個人成績 | 国内大会個人成績 | 国内大会個人成績 |
| 年度             | クラブ           | 背番号           | リーグ           | リーグ戦         | リーグ戦         | リーグ杯         | リーグ杯         | オープン杯       | オープン杯       | 期間通算         | 期間通算         |
| 年度             | クラブ           | 背番号           | リーグ           | 出場             | 得点             | 出場             | 得点             | 出場             | 得点             | 出場             | 得点             |
| 日本             | 日本             | 日本             | 日本             | リーグ戦         | リーグ戦         | リーグ杯         | リーグ杯         | 皇后杯           | 皇后杯           | 期間通算         | 期間通算         |
| ---------------- | ---------------- | ---------------- | ---------------- | ---------------- | ---------------- | ---------------- | ---------------- | ---------------- | ---------------- | ---------------- | ---------------- |
| 2023-24          | C大阪            | 26               | WE               | 7                | 0                | 1                | 0                |                  |                  |                  |                  |
| 通算             | 日本             | 日本             | WE               | 7                | 0                | 1                | 0                |                  |                  |                  |                  |
| 総通算           | 総通算           | 総通算           | 総通算           | 7                | 0                | 1                | 0                |                  |                  |                  |                  |